# Luke Letcher
Luke Letcher, né le 11 juin 1994, est un rameur australien.

## Palmarès

### Jeux olympiques
- 2020 à Tokyo,  Japon
  -  Médaille de bronze en quatre sans barreur[1]